# Kentarō Uramoto
Kentarō Uramoto (japanisch 浦本 賢太郎 Uramoto Kentarō; * 13. November 1982 in der Präfektur Ōita) ist ein ehemaliger japanischer Fußballspieler.

## Karriere
Uramoto erlernte das Fußballspielen in der Schulmannschaft der Oita High School. Seinen ersten Vertrag unterschrieb er 2001 bei den Ōita Trinita. Der Verein spielte in der zweithöchsten Liga des Landes, der J2 League. 2002 wurde er mit dem Verein Meister der J2 League und stieg in die J1 League auf. Für den Verein absolvierte er fünf Ligaspiele. Ende 2004 beendete er seine Karriere als Fußballspieler.